# Federación Colombiana de Fútbol Americano
La Federación Colombiana de Fútbol Americano (FECOFA) es una Fundación sin ánimo de Lucro fundada el 30 de julio de 2012 la cual no cuenta con autorización de federación por parte del ministerio del deporte, que promueve el deporte del Football Americano aficionado en Colombia. La abreviatura de FECOFA así como su emblema o logo, consiste en los colores amarillo azul y rojo que representa la bandera de Colombia, sobre esta un balón de juego que solo al verlo se visualiza el deporte que se práctica con sus costuras, las cuales representan a la vez el terreno de juego yarda a yarda. La FECOFA, inicio en diferentes ciudades del país grupos de amigos lo practicaban, sin enterarse de su existencia hasta que con la nuevas redes sociales se empezaron a conectar, ciudades como Bogotá, Medellín y Manizales de los cuales salieron los equipos Pumas, Lobos y Toros activos actualmente, quienes de  ellos ocurría la idea de empezar a jugar un torneo, con el tiempo a estos se les unieron otros equipos que algunos salieron por la división de algunos de estos equipos y comenzaron a darle un poco más de organización y a tener el sueño de hacer la federación de fútbol americano que la nombraron La Federación Colombiana de Fútbol Americano cuya sigla es FECOFA.
En 2004, un grupo de amigos inicio jugando en la oreja de una de las principales vías de Bogotá para luego enterarse de que en otras ciudades del país como Medellín y Manizales ocurría lo mismo, de ahí surge la idea de empezar a jugar un torneo, sin embargo, los pocos equipo existentes y reconocidos en se momento ante los entes  deportivos distritales/regionales,  no era posible de conformar esta federación y este grupo de equipos que cada año iba creciendo exigía más control por lo que se optó de formar la Fundación Federación Colombiana de Fútbol Americano (FECOFA), que en este momento está formada por 18 equipos establecidos en diversas ciudades y regiones colombianas.
Actualmente FECOFA está formada por 18 equipos establecidos en diversas ciudades y regiones colombianas.  FECOFA ha venido creciendo y en el año 2018  inicia con el Torneo de la Modalidad de Flag en la categoría Juvenil y en  el año 2016 la Modalidad Flag categoría Femenino  que actualmente se siguen llevando a cabo, Todos los equipos siguen y juegan con las reglas del fútbol americano universitario de los Estados Unidos llamado NCAA. Desde FECOFA, se establecieron copas regionales que se juegan en el primer semestre de cada año, las cuales son tres: Copa Andina, que se juega con equipos de la ciudad de Bogotá, equipos del departamento de Cundinamarca y Clubes invitados fuera de esta región; Copa Vallecaucana que enfrenta equipos del valle del cauca y equipos invitados de otras ciudades e incluso internacionales y Copa Antioquia que enfrenta equipos del eje cafetero respectivamente.
A pesar de que aún no se encuentra reconocida la Federación Colombiana de Fútbol Americano por el ente deportivo de Colombia que el Ministerio del Deporte, si se encuentra reconocida por la International Federation of America Football por sus siglas IFAF, por esta razón en año 2017 se presenta la iniciativa de hacer una Selección de Fútbol Americano que represente a Colombia.

## Historia
En 2004, un grupo de amigos inicio jugando en la oreja de una de las principales vías de Bogotá para luego enterarse de que en otras ciudades del país como Medellín y Manizales ocurría lo mismo, de ahí surge la idea de empezar a jugar un torneo, sin embargo, los pocos equipo existentes y reconocidos en se momento ante los entes  deportivos distritales/regionales,  no era posible de conformar esta federación y este grupo de equipos que cada año iba creciendo exigía más control por lo que se optó de formar la Fundación Federación Colombiana de Fútbol Americano (FECOFA), que en este momento está formada por 18 equipos establecidos en diversas ciudades y regiones colombianas.
Desde entonces, este deporte ha crecido mucho. Ya son más de 500 sus jugadores contando con dieciocho equipos, y dependiendo de la temporada se puede dividir en Conferencias. Catorce de estos equipos se encuentran activos actualmente en la temporada 2019. Se espera que los otros cuatro equipos restantes, entren al torneo próximamente.
A pesar de que aún no se encuentra reconocida la Federación Colombiana de Fútbol Americano por el ente deportivo de Colombia que el Ministerio del Deporte, si se encuentra reconocida por la International Federation of America Football por sus siglas IFAF, por esta razón en año 2017 se presenta la iniciativa de hacer una Selección de Fútbol Americano que represente a Colombia.
Ahora busca mayor reconocimiento en el país, lo cual se está viendo en la gestión a nivel nacional e internacional que busca FECOFA.  Se debe seguir informando a nivel nacional  de la existencia de este deporte en Colombia. La Selección de Fútbol Americano de Colombia tiene como Head Coach  a Renzo Devia quien hizo realidad éste proyecto inicialmente, y desde la Mesa Directiva de FECOFA se sigue apoyando para su continuidad, él  trabaja para integrar un equipo que represente al país a nivel Internacional, logrando así dos enfrentamientos ante la Selección de la Liga de Perú y el Club Deportivo Hig Voltaje de México, así como el encuentro con el actual Campeón del Torneo Nacional de Tackle 11 x 11 Hunters Medellín.
Actualmente en Bogotá el Instituto de Recreación y Deporte IDRD tiene disponibles  canchas  sintéticas debidamente demarcadas distribuidas estratégicamente para la práctica del deporte en los sectores de esta ciudad.  La ciudad de Medellín ya  entregó canchas sintéticas para entrenamientos del deporte a Clubes de fútbol americano. La ciudad de Manizales también tiene canchas debidamente marcadas para éste deporte, en la ciudad de Cali se están gestionando cancha debidamente demarcadas para el desarrollo y crecimiento de éste deporte.
Actualmente se encuentran en nuestro país asociaciones debidamente avaladas y que capacitan a árbitros en éste deporte como lo son Ascofera, Adafa Colombia, Cafac.
A pesar de que el deporte se llame fútbol americano, se realiza en todo el mundo. Europa ya abrió ligas que son reconocidas, entre las que se destacan las de Alemania, Francia y España, al igual que en Surámerica en los países de Chile, Argentina, Brasil, Perú, Ecuador, Uruguay, Centroamérica con países como Costa Rica, El Salvador, Honduras, México y Pánama.

## Mesa Directiva
| Cargo          | Nombre          |
| -------------- | --------------- |
| Presidente     | Andres Villa    |
| Vicepresidente | Daniela Wilches |
| Tesorero       | Tatiana Rozo    |
| Vocal          | Andrés Martínez |

## Equipos participantes
Equipos aficionados (reconocidos, universitarios y no reconocidos) forman parte del Football Americano a nivel nacional. Se han realizado algunos Torneos con el fin de promover el deporte que en general es prácticamente desconocido en el país.
Al año 2020  la Federación FECOFA se encuentra constituida por los siguientes 18 equipos con todos los clubes activos.

## Estructura de la temporada

### Draft
Durante los meses de enero y febrero, los distintos equipos de la FECOFA buscan añadir a sus plantillas jugadores nuevos a través del Draft, oficialmente llamado Tryouts, y que se viene celebrando cada año en las ciudades de cada equipo participante. Los equipos tienen un sistema de selección que consta de la inscripción y posteriores pruebas físicas de los interesados en pertenecer a alguno de los 18 equipos del país. Una vez seleccionados los aspirantes con mejor desempeño físico y mental, ingresan a hacer parte del equipo seleccionador en alguna de las modalidades de este, teniendo en cuenta edad, peso, talla y demás requerimientos deportivos.
Este mismo esquema se observa en la Selección Colombia de Fútbol Americano, su Head Coach Renzo Devia hace la convocatoria llamada COMBINE FECOFA, con jugadores de los diversos equipos que se encuentran en Colombia, los cuales son invitados a dicho evento, el cual se realiza dentro del primer semestre de cada año, seleccionando los mejores que hagan parte del combinado de Colombia.

### Temporada regular
Durante la temporada regular (generalmente de julio a noviembre) los juegos se celebran un domingo cada 8 días. Cada equipo juega dos veces con los seis rivales de su conferencia, seis veces de local y seis de visitante; haciendo un total de 12 partidos de conferencia. Además, se juega una vez contra tres equipos de la otra conferencia. Al final de la temporada regular, cada equipo jugará 15 partidos en 16 semanas, 15 fechas (cada equipo tiene una fecha de descanso en el transcurso de la temporada). Los clasificados serán los dos mejores equipos de cada conferencia.

### Playoffs por el título
La postemporada (conocida también como “Playoffs”) consta de tres jornadas adicionales al cierre de la temporada regular, en donde juegan los dos mejores equipos de cada una de las Conferencias (cuatro en total) en la final de Conferencia y posteriormente los campeones en la final del torneo nacional.
- Campeonato de Conferencia:

Se enfrentan los dos mejores equipos en la final de Conferencia.
- Campeonato del Torneo Nacional:

Campeón Conferencia Centro vs Campeón Conferencia Occidente.

### Campeonato del Torneo Nacional
La postemporada culmina con el máximo evento del Fútbol Americano en Colombia, el partido del Campeonato del Torneo Nacional, que precisa de planificación, programación e implementación exhaustivas. Se suele llevar a cabo a finales del mes de noviembre o inicios del mes de diciembre de cada año.

## Torneos Fecofa
Como se ha dicho, el nivel del fútbol americano en Colombia es de clase amateur, no obstante ya se han realizado algunos torneos nacionales.
El primer Torneo Nacional de Fútbol Americano en Colombia se realizó en el año 2008 con tan solo dos equipos en contienda, los Pumas D.C. de la ciudad de Bogotá y los Lobos de Medellín. El campeón de esta primera edición fueron los Pumas D.C. de Bogotá.
Para el 2009 se lleva a cabo el II Torneo Nacional de Fútbol Americano en Colombia. Lobos de Medellín ganan su primer título frente al equipo Pumas D.C. con un marcador final de 13-6. Participaron también los equipos Toros de Manizales y Skulls de Bogotá.
En 2010 se realizó el III Torneo Nacional, el equipo Lobos de Medellín se coronó nuevamente campeón al derrotar 14-0 al equipo Pumas D.C. de Bogotá, en ese momento la organización contaba con seis equipos, entre ellos Fantasmas de Sogamoso y no participaron Yaks de Bogotá, ni Olympus de Zipaquirá.
En 2011, se realizó el IV Torneo Nacional, los equipos Fantasmas de Sogamoso, Olympus de Zipaquirá no participaron, mientras que Yaks de Bogotá Archivado el 6 de octubre de 2014 en Wayback Machine. y Warriors de Bucaramanga entraron, con lo cual se tuvieron siete equipos en contienda, el campeón de esta edición fue Pumas D.C. el cual derrotó a Lobos de Medellín con un marcador de 25-20 en la final. La victoria del equipo fue mencionada en ESPN durante un partido de la NFL.
Para el año 2012, se realizó el V Torneo Nacional y por primera vez los equipos jugaron con protecciones, pues jugaban sin los implementos adecuados por falta de presupuesto. El equipo Warriors de Bucaramanga no participó y si lo hizo Olympus de Zipaquirá manteniendo así en siete el número de equipos participantes. El campeón de esta edición fue Pumas D.C. quien derrotó al equipo Toros de Manizales, con un marcador de 34-26 en la final. La victoria del equipo fue nombrada en varios diarios de la ciudad de Manizales.
En el año 2013, el nuevo campeón del VI Torneo Nacional fue Hunters de Medellín, los cuales derrotaron 41-20 al equipo Pumas D.C. de Bogotá la noche del 14 de diciembre en la gran final del campeonato nacional de fútbol americano de Colombia. Debutaron los equipos Eagles de Envigado y Titanes de Cali.
El VII Torneo Nacional de Fútbol Americano organizado por la FECOFA, se realizó en el año 2014 con la participación de seis equipos los cuales fueron: Pumas D.C., Lobos de Medellín, Hunters de Medellín, Eagles de Envigado, Storm de Bogotá y Titanes de Cali. El campeonato tuvo siete fechas deportivas las cuales fueron del día 10 de agosto hasta el día 2 de noviembre de ese año. La final se disputó el Domingo 16 de noviembre de 2014, en la cual se impuso Hunters de Medellín ante Pumas D.C. por diferencia de 28-24 en el marcador, los cazadores antioqueños celebraron la victoria que los coronó como BICAMPEONES NACIONALES.
En esta ocasión, el VIII Torneo Nacional de Fútbol Americano en Colombia 2015, enfrentó a 10 equipos divididos en dos conferencias, Centro y Occidente, las cuales tuvieron su propia final de conferencia antes de la Gran Final del Torneo. El campeón de la conferencia Centro fue Pumas D.C., los cuales derrotaron por 07-03 a Storm Cajicá. El campeón de la conferencia Occidente fue Hunters de Medellín, imponiéndose ante Lobos de Medellín por diferencia de 50-24 en el marcador final. En la Gran Final, el equipo Hunters de Medellín se coronó TRICAMPEÓN del VIII Torneo Nacional de Fútbol Americano, celebrado en la tarde del Domingo 29 de noviembre de este mismo año en el estadio Indesa Zona Sur en Sabaneta, Antioquia. El juego ante Pumas D.C. catapultó al equipo paisa a una victoria por diferencia de 29-19 ante los capitalinos.
2016 fue un año de muchas noticias para el Fútbol Americano en Colombia. Se realizaría el IX Torneo Nacional organizado por la FECOFA 2016, enfrentando a los mismos equipos de la anterior versión. Se empezó a estudiar la posibilidad de que el país contara por primera vez en su historia, con una Selección de fútbol americano de Colombia. En esta temporada, Hunters de Medellín derrotó 37-16 a Pumas de Bogotá en la final del torneo y se quedó con el título del IX campeonato nacional de interclubles. El juego se llevó a cabo el 27 de noviembre en la capital colombiana y el equipo paisa se convirtió en el club más ganador e histórico del fútbol americano en el país al derrotar nuevamente a los Pumas D.C. que cayeron en una final nacional a manos de esta familia, lo que les otorgó el calificativo de TETRACAMPEONES de Colombia y que marcó una evidente hegemonía ante el equipo capitalino.
El domingo 10 de diciembre del 2017 se disputó el partido más importante del fútbol americano nacional. La X edición del Torneo Nacional de Tackle finalizó con el encuentro disputado nuevamente por Pumas (Bogotá) y Hunters (Medellín), cada uno campeón de su respectiva conferencia. El “Super Bowl Criollo” se disputó en la sede del equipo bogotano, La Casa Naranja, en La Fragua, Mosquera. Por quinto año consecutivo, ambos equipos protagonizaron una final más que culminó con marcador de 7-16 a favor del equipo paisa. Luego de cuatro meses de competencia, el décimo Torneo Nacional de Tackle 2017 llegó a su fin. Grandes jugadas y muy buenos partidos se vivieron a lo largo de la temporada, que finalizó con el quinto título consecutivo de Hunters, coronándolos como los ¡PENTACAMPEÓNES!.
Para el año 2018, se llevó a cabo el XI Torneo Nacional de fútbol americano en el país. En esta ocasión el torneo tuvo un nuevo campeón con dos nuevos finalistas enfrentando a los Raptors de Envigado contra los Titanes de Cali. El equipo antioqueño se impuso en la gran final de la modalidad 11vs.11 por un marcador de 35-0 sobre los vallecaucanos y le dio a los Raptors el primer título nacional en su historia la noche del primero de diciembre de ese año.
En el XII Torneo Nacional de Fútbol Americano edición 2019, el equipo Hunters de Medellín volvió a ser campeón de la temporada al imponerse con la victoria de 22-13 sobre Titanes de Cali, consiguiendo así su título número 6 y ratificándose una vez más como el mejor equipo del país.

## Campeones de la FECOFA
En la siguiente lista se enumeran los equipos con más títulos y aquellos que han participado en el Torneo Nacional de Fútbol Americano profesional de Colombia, así como algunos equipos ya desaparecidos hoy en día.
- – Actual Campeón de la FECOFA.
- – Actual Subcampeón.
- – Equipos Desaparecidos.

| Equipo                                                  | Ciudad      | Departamento    | Fundación | Estadio                                                      | Representante          |
| ------------------------------------------------------- | ----------- | --------------- | --------- | ------------------------------------------------------------ | ---------------------- |
| Club de Football Americano Pumas D.C.                   | Bogotá      | Bogotá          | 2004      | Cancha -Sintética n.º 1 PRD EL SALITRE                       | Leandro Romero         |
| Club Deportivo Búhos American Football                  | Bogotá      | Bogotá          | 2011      | Universidad Nacional Bogotá                                  | Daniel Ramos           |
| Spartans American Football                              | Bogotá      | Bogotá          | 2019      | Arrayanes Campo Deportivo                                    | Cristian Ballesteros   |
| Club Storm Football Cajicá                              | Cajicá      | Cundinamarca    | 2013      | Parque la Alhambra                                           | Daniel Fernández       |
| Carneros DC                                             | Bogotá      | Bogotá          | 2017      | Parque El Carmelo                                            | Harold Grijalba        |
| Club Deportivo de Fútbol Americano Mineros de Zipaquirá | Zipaquirá   | Cundinamarca    | 2016      | Cancha Sintética San Pablo                                   | José Rodríguez         |
| Hunters Medellín                                        | Medellín    | Antioquia       | 2009      | Cancha Marte 2 y Cancha Inder Belén Rincón                   | Huber Noreña           |
| Club Deportivo Toros Salvajes de Manizalez              | Manizales   | Caldas          | 2007      | Cancha Luis Fernando Montoya                                 | Jaime Mejía Gómez      |
| Club Deportivo Lobos Football                           | Medellín    | Antioquia       | 2007      | Estadio Tulio Ospina de Bello y Cancha Marte 2 Medellín      | Juliana López          |
| Raptors Football Club Envigado                          | Envigado    | Antioquia       | 2016      | Cancha Marte 2 Cancha Auxiliar Polideportivo Sur de Envigado | Hassan Posada          |
| Club Deportivo Titanes del Pacífico                     | Cali        | Valle del Cauca | 2014      | Club Tequendama Cali                                         | mario piña             |
| Club Deportivo Broncos de Bello                         | Bello       | Antioquia       | 2015      | Estadio Tulio Ospina y Cancha Marte 2                        | Carolina Posada        |
| Club Deportivo Dragones Cali                            | Cali        | Valle del Cauca | 2015      | Unidad Recreativa Ciudad Modelo                              | Jhon Anderson Grijalba |
| Corporación Huskies Football Medellín                   | Medellín    | Antioquia       | 2018      | Cancha Marte 2 Medellín                                      | Jorge Gutiérrez        |
| Asociación de Fútbol Americano Santander                | Bucaramanga | Santander       | 2019      | Cancha Lagos 1 (Floridablanca)                               | Adolfo Cárdenas        |
| Club de Football Americano Rhinos Soacha                | Soacha      | Cundinamarca    | 2019      | Canchas Hogares Soacha                                       | Jhonathan Fuentes      |
| Club Deportivo Olympus                                  | Zipaquirá   | Cundinamarca    |           | Cancha Sintética San Pablo                                   | Daniel Briseño         |
| Vikingos Football Americano                             | Medellín    | Antioquia       | 2019      | Unidad Deportiva Rene Higuita                                | Jonathan Álvarez       |
| Club de Football Americano Leones Santander             | Bucaramanga | Bucaramanga     | 2021      | Cancha la juventud                                           | Camilo Leon            |

| Equipo                                                          | Campeonatos | Años Campeón                        | SubCampeonatos | Años SubCampeón                           | Total |
| --------------------------------------------------------------- | ----------- | ----------------------------------- | -------------- | ----------------------------------------- | ----- |
| Hunters                                                         | 6           | 2013, 2014, 2015, 2016, 2017 y 2019 | 0              | -                                         | 6     |
| Pumas D.C.                                                      | 3           | 2008, 2011 y 2012                   | 7              | 2009, 2010, 2013, 2014, 2015, 2016 y 2017 | 10    |
| Lobos                                                           | 2           | 2009 y 2010                         | 2              | 2008 y 2011                               | 4     |
| Raptors                                                         | 1           | 2018                                | 0              | -                                         | 1     |
| Toros                                                           | 0           | -                                   | 1              | 2012                                      | 1     |
| Titanes                                                         | 0           | -                                   | 2              | 2018 y 2019                               | 2     |
| Yaks F.C. Archivado el 6 de octubre de 2014 en Wayback Machine. |             |                                     |                |                                           | 0     |
| Skulls                                                          |             |                                     |                |                                           | 0     |
| Búhos UN Archivado el 17 de marzo de 2014 en Wayback Machine.   |             |                                     |                |                                           | 0     |
| Storm                                                           |             |                                     |                |                                           | 0     |
| Olympus D.Z.                                                    |             |                                     |                |                                           | 0     |
| Carneros                                                        |             |                                     |                |                                           | 0     |
| Falcons                                                         |             |                                     |                |                                           | 0     |
| Broncos                                                         |             |                                     |                |                                           | 0     |
| Dragones                                                        |             |                                     |                |                                           | 0     |
| Mineros                                                         |             |                                     |                |                                           | 0     |
| Huskies                                                         |             |                                     |                |                                           | 0     |
| Bogotá/Bulldogs                                                 |             |                                     |                |                                           | 0     |
| Envigado/Eagles                                                 |             |                                     |                |                                           | 0     |
| Sogamoso/Fantasmas                                              |             |                                     |                |                                           | 0     |
| Bucaramanga/Warriors                                            |             |                                     |                |                                           | 0     |